# Humboldt Hill
Humboldt Hill is een plaats in Humboldt County in Californië in de VS.

## Geografie
Humboldt Hill bevindt zich op 40°43′56″Noord, 124°12′12″West. De totale oppervlakte bedraagt 10,8 km² (4,2 mijl²) wat allemaal land is.

## Demografie
Volgens de census van 2000 bedroeg de bevolkingsdichtheid 300,5/km² (778,3/mijl²) en bedroeg het totale bevolkingsaantal 3246 als volgt onderverdeeld naar etniciteit:
- 87,68% blanken
- 0,89% zwarten of Afrikaanse Amerikanen
- 3,27% inheemse Amerikanen
- 1,85% Aziaten
- 0,31% mensen afkomstig van eilanden in de Grote Oceaan
- 2,00% andere
- 4,00% twee of meer rassen
- 6,07% Spaans of Latino

Er waren 1209 gezinnen en 851 families in Humboldt Hill. De gemiddelde gezinsgrootte bedroeg 2,50.

## Plaatsen in de nabije omgeving
De onderstaande figuur toont nabijgelegen plaatsen in een straal van 24 km rond Humboldt Hill.